# Primera División de México 1970-71
La Temporada 1970-71 fue la edición XXIX del campeonato de liga de la Primera División en la denominada "época profesional" del fútbol mexicano; comenzó el 26 de noviembre y finalizó el 1 de agosto. Este torneo significó un parteaguas en la historia de la disputa del campeonato de liga, al instituirse un nuevo formato. Hasta entonces, el campeón de Liga en México era definido de la misma manera que en la mayoría de las ligas en el mundo, es decir, el equipo que al final sumara mayor cantidad de puntos se proclamaba campeón. Después de la Copa del Mundo, para elevar los ingresos por concepto de entradas a los estadios y cuotas de audiencia televisivas, se implementó un sistema de eliminación directa (al estilo de una copa) que tuviera como desenlace una final; de esta manera surgió la coloquialmente conocida como liguilla.
La liga fue dividida en dos grupos de nueve equipos cada uno; al final del torneo los líderes de cada grupo se enfrentaron en una serie final de ida y vuelta. Los primeros protagonistas de una final fueron el América y el Toluca; el partido de ida se disputó en la La Bombonera con resultado de empate a cero goles. El 1 de agosto de 1971 América fue el primer campeón en una final de liga al derrotar 2-0 al Toluca con goles de Horacio López Salgado y Carlos Reinoso en duelo celebrado en el Estadio Azteca.
En este torneo debutó en Primera División Jalisco, quien sustituyó, luego de una ambiciosa transformación planeada por su nueva directiva, al Oro, tradicional equipo tapatio campeón en 1962-63 y que militaba en el máximo circuito desde 1944-45. Junto con esto se produjeron los retornos a la división de honor de Zacatepec como campeón de la Segunda División  y del Puebla, luego de vencer en una liguilla promocional para aumentar de 16 a 18 el número de equipos en la Primera División (previa eliminación del descenso en 1969-70 y México 70). Al final del torneo descendió por segunda ocasión Atlas al perder la liguilla por el no descenso ante Pachuca. También el final de esta temporada significó la segunda desaparición (la primera en 1943) del cuatro veces campeón de liga Necaxa.

## Sistema de competencia
Los dieciocho participantes fueron divididos en dos grupos de nueve equipos cada uno; todos disputan la fase regular bajo un sistema de liga, es decir, todos contra todos a visita recíproca; con un criterio de puntuación que otorga dos unidades por victoria, una por empate y cero por derrota. 
Clasifican a la disputa de la serie final por el título, el primer lugar de cada grupo. La final será jugada a dos partidos con visita recíproca, recibiendo el juego de vuelta el equipo que haya finalizado en el primer lugar de la tabla general; el criterio de definición será el marcador global al final de los dos duelos.
En caso de concluir la serie final empatada en el marcador global, se procedería a un partido de desempate entre ambos conjuntos en una cancha neutral predeterminada al inicio del torneo; de terminar en empate dicho duelo, se alargaría a la disputa de dos tiempos extras de 15 minutos cada uno, y posteriormente Tiros desde el punto penal, hasta que se produjera un ganador.
Bajo este mismo formato se desarrolló la liguilla por el no descenso, que enfrentaría a los dos equipos que ocupen la última posición de su grupo.
Se ampliaron los criterios de desempate para definir todas las posiciones, esto para decidir de forma concreta los clasificados a la fase final por el título y la liguilla por el no descenso. El primer criterio de desempate sería la Diferencia de goles entre tantos anotados y los recibidos, después se consideraría el gol average o promedio de goles y finalmente la cantidad de goles anotados.

## Equipos participantes

### Ascensos y descensos
| Pos | Ascendido de la Segunda División 1969-70 |
| --- | ---------------------------------------- |
| 1.º | Zacatepec                                |

| Pos        | Ascendido de la Serie Promocional México 70 |
| ---------- | ------------------------------------------- |
| 1.º (Exp.) | Puebla                                      |

| Pos | Descendido en la Primera División 1969-70 |
| --- | ----------------------------------------- |
| -   | No hubo                                   |

### Cambios de nombre
| Pos | Nuevo Nombre |
| --- | ------------ |
| -   | Jalisco      |

| Pos | Nombre anterior |
| --- | --------------- |
| 16° | Oro de Jalisco  |

### Equipos por entidad federativa
En la temporada 1970-1971 jugaron 18 equipos que se distribuían de la siguiente forma:
| Monterrey Jalisco Atlas Guadalajara León Irapuato Necaxa Puebla Laguna Torreón Toluca Veracruz Pachuca C. Azul América Atlante UNAM Zacatepec | \| Entidad Federativa \| N.º \| Equipos \| \| ------------------ \| --- \| ------------------------------- \| \| Distrito Federal \| 4 \| América, Atlante, UNAM y Necaxa \| \| Jalisco \| 3 \| Atlas, Jalisco y Guadalajara \| \| Coahuila \| 2 \| Laguna y Torreón \| \| Guanajuato \| 2 \| Irapuato y León \| \| Hidalgo \| 2 \| Cruz Azul y Pachuca \| \| Estado de México \| 1 \| Toluca \| \| Nuevo León \| 1 \| Monterrey \| \| Morelos \| 1 \| Zacatepec \| \| Puebla \| 1 \| Puebla \| \| Veracruz \| 1 \| Veracruz \| |                                 |
| Entidad Federativa | N.º | Equipos                         |
| Distrito Federal | 4 | América, Atlante, UNAM y Necaxa |
| Jalisco | 3 | Atlas, Jalisco y Guadalajara    |
| Coahuila | 2 | Laguna y Torreón                |
| Guanajuato | 2 | Irapuato y León                 |
| Hidalgo | 2 | Cruz Azul y Pachuca             |
| Estado de México | 1 | Toluca                          |
| Nuevo León | 1 | Monterrey                       |
| Morelos | 1 | Zacatepec                       |
| Puebla | 1 | Puebla                          |
| Veracruz | 1 | Veracruz                        |

### Información de los equipos
| Nombre            | Sede                     | Estadio                |
| ----------------- | ------------------------ | ---------------------- |
| América (AME)     | Ciudad de México         | Azteca                 |
| Atlas (ATL)       | Guadalajara, Jalisco     | Jalisco                |
| Atlante (ATT)     | Ciudad de México         | Azteca                 |
| Cruz Azul (CAZ)   | Jasso, Hidalgo           | 10 de diciembre        |
| Guadalajara (GDL) | Guadalajara, Jalisco     | Jalisco                |
| Irapuato (IRP)    | Irapuato, Guanajuato     | Irapuato               |
| Jalisco (JAL)     | Guadalajara, Jalisco     | Jalisco                |
| Laguna (LAG)      | Torreón, Coahuila        | San Isidro             |
| León (LEO)        | León, Guanajuato         | León                   |
| Monterrey (MTY)   | Monterrey, Nuevo León    | Tecnológico            |
| Necaxa (NEC)      | Ciudad de México         | Azteca                 |
| Pachuca (PAC)     | Pachuca, Hidalgo         | Revolución Mexicana    |
| Puebla (PUE)      | Puebla, Puebla           | Cuauhtémoc             |
| Toluca (TOL)      | Toluca, Estado de México | Toluca 70              |
| Torreón (TOR)     | Torreón, Coahuila        | Moctezuma              |
| U.N.A.M. (UNA)    | Ciudad de México         | Olímpico Universitario |
| Veracruz (VER)    | Veracruz, Veracruz       | Veracruzano            |
| Zacatepec (ZAC)   | Zacatepec, Morelos       | Agustín Coruco Díaz    |

## Grupos

### Grupo 1
| Pos. | Equipo      | Pts. | PJ | G  | E  | P  | GF | GC | Dif. | Clasificación               |
| ---- | ----------- | ---- | -- | -- | -- | -- | -- | -- | ---- | --------------------------- |
| 1    | América     | 44   | 34 | 17 | 10 | 7  | 56 | 33 | +23  | Acceso a la final           |
| 2    | Monterrey   | 40   | 34 | 15 | 10 | 9  | 46 | 37 | +9   |                             |
| 3    | León        | 38   | 34 | 14 | 10 | 10 | 50 | 41 | +9   |                             |
| 4    | Atlante     | 34   | 34 | 9  | 16 | 9  | 33 | 31 | +2   |                             |
| 5    | Veracruz    | 33   | 34 | 12 | 9  | 13 | 39 | 40 | −1   |                             |
| 6    | Puebla      | 32   | 34 | 11 | 10 | 13 | 43 | 49 | −6   |                             |
| 7    | Torreón     | 31   | 34 | 11 | 9  | 14 | 27 | 35 | −8   |                             |
| 8    | Guadalajara | 30   | 34 | 11 | 8  | 15 | 34 | 44 | −10  |                             |
| 9    | Pachuca     | 29   | 34 | 11 | 7  | 16 | 38 | 46 | −8   | Liguilla por el no descenso |

 Fuente: RSSSF

### Grupo 2
| Pos. | Equipo    | Pts. | PJ | G  | E  | P  | GF | GC | Dif. | Clasificación               |
| ---- | --------- | ---- | -- | -- | -- | -- | -- | -- | ---- | --------------------------- |
| 1    | Toluca    | 43   | 34 | 14 | 15 | 5  | 38 | 21 | +17  | Acceso a la final           |
| 2    | Jalisco   | 38   | 34 | 12 | 14 | 8  | 35 | 29 | +6   |                             |
| 3    | Zacatepec | 38   | 34 | 14 | 10 | 10 | 39 | 37 | +2   |                             |
| 4    | Cruz Azul | 37   | 34 | 11 | 15 | 8  | 39 | 39 | 0    |                             |
| 5    | UNAM      | 35   | 34 | 10 | 15 | 9  | 43 | 38 | +5   |                             |
| 6    | Necaxa    | 31   | 34 | 10 | 11 | 13 | 44 | 39 | +5   |                             |
| 7    | Irapuato  | 29   | 34 | 8  | 13 | 13 | 34 | 53 | −19  |                             |
| 8    | Laguna    | 28   | 34 | 10 | 8  | 16 | 37 | 47 | −10  |                             |
| 9    | Atlas (D) | 22   | 34 | 5  | 12 | 17 | 32 | 48 | −16  | Liguilla por el no descenso |

 Fuente: RSSSF

## Tabla general
| Pos. | Equipo      | Pts. | PJ | G  | E  | P  | GF | GC | Dif. | Clasificación               |
| ---- | ----------- | ---- | -- | -- | -- | -- | -- | -- | ---- | --------------------------- |
| 1    | América (C) | 44   | 34 | 17 | 10 | 7  | 56 | 33 | +23  | Acceso a la final           |
| 2    | Toluca      | 43   | 34 | 14 | 15 | 5  | 38 | 21 | +17  | Acceso a la final           |
| 3    | Monterrey   | 40   | 34 | 15 | 10 | 9  | 46 | 37 | +9   |                             |
| 4    | León        | 38   | 34 | 14 | 10 | 10 | 50 | 41 | +9   |                             |
| 5    | Jalisco     | 38   | 34 | 12 | 14 | 8  | 35 | 29 | +6   |                             |
| 6    | Zacatepec   | 38   | 34 | 14 | 10 | 10 | 39 | 37 | +2   |                             |
| 7    | Cruz Azul   | 37   | 34 | 11 | 15 | 8  | 39 | 39 | 0    |                             |
| 8    | UNAM        | 35   | 34 | 10 | 15 | 9  | 43 | 38 | +5   |                             |
| 9    | Atlante     | 34   | 34 | 9  | 16 | 9  | 33 | 31 | +2   |                             |
| 10   | Veracruz    | 33   | 34 | 12 | 9  | 13 | 39 | 40 | −1   |                             |
| 11   | Puebla      | 32   | 34 | 11 | 10 | 13 | 43 | 49 | −6   |                             |
| 12   | Necaxa      | 31   | 34 | 10 | 11 | 13 | 44 | 39 | +5   |                             |
| 13   | Torreón     | 31   | 34 | 11 | 9  | 14 | 27 | 35 | −8   |                             |
| 14   | Guadalajara | 30   | 34 | 11 | 8  | 15 | 34 | 44 | −10  |                             |
| 15   | Pachuca     | 29   | 34 | 11 | 7  | 16 | 38 | 46 | −8   | Liguilla por el no descenso |
| 16   | Irapuato    | 29   | 34 | 8  | 13 | 13 | 34 | 53 | −19  |                             |
| 17   | Laguna      | 28   | 34 | 10 | 8  | 16 | 37 | 47 | −10  |                             |
| 18   | Atlas (D)   | 22   | 34 | 5  | 12 | 17 | 32 | 48 | −16  | Liguilla por el no descenso |

 Fuente: RSSSF

## Resultados
| Local \ Visitante | AME | ATT | ATL | CAZ | GDL | IRA | JAL | LAG | LEO | MTY | NEC | PAC | PUE | TOL | TOR | UNM | VER | ZAC |
| ----------------- | --- | --- | --- | --- | --- | --- | --- | --- | --- | --- | --- | --- | --- | --- | --- | --- | --- | --- |
| América           | —   | 2–0 | 2–1 | 3–0 | 5–2 | 2–0 | 2–1 | 2–1 | 1–1 | 2–3 | 2–1 | 1–1 | 2–0 | 1–0 | 5–0 | 0–0 | 4–1 | 2–4 |
| Atlante           | 3–1 | —   | 0–0 | 0–0 | 3–0 | 0–0 | 1–2 | 1–2 | 1–1 | 1–1 | 1–1 | 1–0 | 1–2 | 0–0 | 1–0 | 2–2 | 2–2 | 2–1 |
| Atlas             | 0–1 | 0–1 | —   | 2–2 | 1–2 | 1–1 | 0–1 | 1–0 | 2–1 | 2–1 | 1–1 | 2–3 | 2–4 | 1–1 | 0–0 | 2–3 | 0–0 | 1–1 |
| Cruz Azul         | 1–1 | 0–0 | 1–1 | —   | 2–1 | 0–1 | 0–0 | 1–0 | 0–1 | 1–1 | 0–4 | 1–0 | 4–1 | 0–0 | 3–1 | 1–1 | 0–2 | 0–0 |
| Guadalajara       | 1–2 | 0–0 | 2–1 | 1–1 | —   | 2–0 | 0–1 | 1–0 | 1–2 | 1–0 | 1–3 | 0–0 | 0–0 | 0–0 | 1–0 | 1–1 | 0–1 | 1–2 |
| Irapuato          | 1–2 | 2–2 | 1–0 | 4–4 | 3–2 | —   | 1–0 | 1–1 | 1–1 | 1–3 | 0–0 | 2–1 | 3–3 | 1–3 | 0–0 | 2–1 | 2–0 | 0–0 |
| Jalisco           | 1–0 | 1–1 | 0–3 | 1–1 | 2–0 | 0–0 | —   | 5–1 | 0–0 | 2–0 | 0–0 | 1–0 | 1–1 | 1–0 | 0–1 | 3–1 | 2–1 | 1–1 |
| Laguna            | 0–2 | 2–2 | 4–1 | 2–2 | 1–2 | 2–0 | 0–0 | —   | 2–0 | 0–1 | 0–0 | 3–1 | 3–1 | 0–1 | 1–0 | 1–1 | 1–0 | 3–1 |
| León              | 1–1 | 1–2 | 3–2 | 1–4 | 1–2 | 2–2 | 1–1 | 4–0 | —   | 0–0 | 0–3 | 5–1 | 4–1 | 2–0 | 3–0 | 2–0 | 2–1 | 2–1 |
| Monterrey         | 2–1 | 1–0 | 0–1 | 0–2 | 3–2 | 1–0 | 0–0 | 1–0 | 4–1 | —   | 1–1 | 0–2 | 2–0 | 1–1 | 2–0 | 1–1 | 4–1 | 4–0 |
| Necaxa            | 1–0 | 1–0 | 3–1 | 1–1 | 1–3 | 7–0 | 0–2 | 1–1 | 0–2 | 2–2 | —   | 2–1 | 1–3 | 0–2 | 0–0 | 1–3 | 2–0 | 0–1 |
| Pachuca           | 2–1 | 1–0 | 0–0 | 3–1 | 0–1 | 1–2 | 1–1 | 4–1 | 2–1 | 4–0 | 0–3 | —   | 1–1 | 0–0 | 1–0 | 1–2 | 2–2 | 1–0 |
| Puebla            | 0–2 | 0–0 | 2–0 | 2–0 | 0–1 | 3–2 | 2–0 | 1–1 | 0–1 | 2–0 | 2–1 | 3–1 | —   | 3–0 | 1–2 | 1–1 | 1–1 | 1–1 |
| Toluca            | 0–0 | 2–0 | 0–0 | 0–1 | 3–0 | 4–1 | 1–1 | 3–2 | 2–0 | 1–1 | 2–0 | 1–0 | 1–1 | —   | 3–0 | 2–1 | 1–0 | 1–0 |
| Torreón           | 1–1 | 1–0 | 2–1 | 0–1 | 1–1 | 1–0 | 0–1 | 3–0 | 1–1 | 1–2 | 2–0 | 3–1 | 2–0 | 0–0 | —   | 2–0 | 1–1 | 1–0 |
| UNAM              | 2–2 | 1–1 | 0–0 | 2–0 | 1–0 | 0–0 | 3–0 | 1–0 | 1–1 | 2–2 | 2–2 | 0–1 | 3–0 | 2–2 | 1–0 | —   | 3–0 | 0–1 |
| Veracruz          | 0–0 | 0–1 | 4–2 | 1–2 | 1–0 | 1–0 | 3–2 | 1–0 | 0–1 | 0–1 | 2–1 | 4–1 | 3–0 | 1–1 | 0–0 | 3–1 | —   | 2–0 |
| Zacatepec         | 1–1 | 1–3 | 1–0 | 1–2 | 2–2 | 3–0 | 2–2 | 2–1 | 2–1 | 2–1 | 1–0 | 1–0 | 2–1 | 0–0 | 3–1 | 1–0 | 0–0 | —   |

## Goleo individual
Con 20 goles en la temporada regular, Enrique Borja, delantero del América, consigue coronarse por primera ocasión como campeón de goleo.
|     | Jugador            | Club      | Goles |
| --- | ------------------ | --------- | ----- |
| 1.  | Enrique Borja      | América   | 20    |
| 2.  | Octavio Muciño     | Cruz Azul | 19    |
| 3.  | Alfredo Jiménez    | Monterrey | 18    |
| 4.  | Luis Montoya       | Necaxa    | 18    |
| 5.  | Mario Velarde      | U.N.A.M.  | 14    |
| 6.  | Juan José Valiente | León      | 12    |
| 7.  | Jesús Romero Reyes | Toluca    | 12    |
| 8.  | Ubirajara Chagas   | Monterrey | 12    |
| 9.  | Benito Pardo       | Puebla    | 12    |
| 10. | Francisco Gomes    | Veracruz  | 10    |
| 11. | Juan Carlos Carone | Veracruz  | 10    |
| 12. | Ramón Cruz         | Irapuato  | 10    |

## Liguilla por el no descenso

### Ida
| 25 de julio de 1971 | Pachuca                 | 2:2 (1:1) | Atlas                           | Estadio Revolución Mexicana, Pachuca de Soto |                          |
|                     | Medina 37' · Moacyr 82' |           | Bazán 32' (a.g.) · Chavarín 57' | Árbitro(s): Robert Wurtz                     | Árbitro(s): Robert Wurtz |

### Vuelta
| 31 de julio de 1971 | Atlas       | 1:1 (0:0) | Pachuca       | Estadio Jalisco, Guadalajara |                             |
|                     | Mercado 77' |           | Rodríguez 49' | Árbitro(s): Arturo Yamasaki  | Árbitro(s): Arturo Yamasaki |

### Partido de desempate
| 3 de agosto de 1971 | Pachuca                   | 2:0 (1:0) | Atlas | Estadio León, León de Los Aldama       |                                        |
|                     | Madrigal 15' · Acosta 75' |           |       | Árbitro(s): Alfonso González Archundia | Árbitro(s): Alfonso González Archundia |

## Gran final

### Ida
| 25 de julio de 1971 | Toluca | 0:0 | América | Estadio Luis Dosal, Toluca de Lerdo    |  |
|                     |        |     |         | Árbitro(s): Alfonso González Archundia |  |

|       | POR   | Roberto Silva      |     |
|       | DEF   | José Vantolrá      |     |
|       | DEF   | Carlos Zavala      |     |
|       | DEF   | Eduardo Ramos      |     |
|       | DEF   | Aurelio Hernández  |     |
|       | MED   | Luis Regueiro      |     |
|       | MED   | Jesús Romero Reyes |     |
|       | MED   | Moisés Figueroa    |     |
|       | DEL   | Sergio Silva       |     |
|       | DEL   | Vicente Pereda     |     |
|       | DEL   | José Antonio Pérez | 31' |
| D. T. | D. T. | Ignacio Trelles    |     |

|       | POR   | Prudencio Cortés     |     |
|       | DEF   | René Trujillo        |     |
|       | DEF   | Antonio Zamora       |     |
|       | DEF   | Guillermo Hernández  |     |
|       | DEF   | Mario Pérez          |     |
|       | MED   | Roberto Hodge        |     |
|       | MED   | Carlos Reinoso       |     |
|       | MED   | Toninho              |     |
|       | DEL   | Roberto Rodríguez    |     |
|       | DEL   | Enrique Borja        | 75' |
|       | DEL   | Juan Manuel Borbolla |     |
| D. T. | D. T. | José Antonio Roca    |     |

|  | DEL | Albino Morales | 31 · 70'' |
|  | DEL | Hugo Esquivel  | 70'       |

|  | DEL | Horacio López Salgado | 75' |

| Principal | Alfonso González Archundia |

|       | POR   | Roberto Silva      |     |
|       | DEF   | José Vantolrá      |     |
|       | DEF   | Carlos Zavala      |     |
|       | DEF   | Eduardo Ramos      |     |
|       | DEF   | Aurelio Hernández  |     |
|       | MED   | Luis Regueiro      |     |
|       | MED   | Jesús Romero Reyes |     |
|       | MED   | Moisés Figueroa    |     |
|       | DEL   | Sergio Silva       |     |
|       | DEL   | Vicente Pereda     |     |
|       | DEL   | José Antonio Pérez | 31' |
| D. T. | D. T. | Ignacio Trelles    |     |

|       | POR   | Prudencio Cortés     |     |
|       | DEF   | René Trujillo        |     |
|       | DEF   | Antonio Zamora       |     |
|       | DEF   | Guillermo Hernández  |     |
|       | DEF   | Mario Pérez          |     |
|       | MED   | Roberto Hodge        |     |
|       | MED   | Carlos Reinoso       |     |
|       | MED   | Toninho              |     |
|       | DEL   | Roberto Rodríguez    |     |
|       | DEL   | Enrique Borja        | 75' |
|       | DEL   | Juan Manuel Borbolla |     |
| D. T. | D. T. | José Antonio Roca    |     |

|  | DEL | Albino Morales | 31 · 70'' |
|  | DEL | Hugo Esquivel  | 70'       |

|  | DEL | Horacio López Salgado | 75' |

| Principal | Alfonso González Archundia |

|       | POR   | Roberto Silva      |     |
|       | DEF   | José Vantolrá      |     |
|       | DEF   | Carlos Zavala      |     |
|       | DEF   | Eduardo Ramos      |     |
|       | DEF   | Aurelio Hernández  |     |
|       | MED   | Luis Regueiro      |     |
|       | MED   | Jesús Romero Reyes |     |
|       | MED   | Moisés Figueroa    |     |
|       | DEL   | Sergio Silva       |     |
|       | DEL   | Vicente Pereda     |     |
|       | DEL   | José Antonio Pérez | 31' |
| D. T. | D. T. | Ignacio Trelles    |     |

|       | POR   | Prudencio Cortés     |     |
|       | DEF   | René Trujillo        |     |
|       | DEF   | Antonio Zamora       |     |
|       | DEF   | Guillermo Hernández  |     |
|       | DEF   | Mario Pérez          |     |
|       | MED   | Roberto Hodge        |     |
|       | MED   | Carlos Reinoso       |     |
|       | MED   | Toninho              |     |
|       | DEL   | Roberto Rodríguez    |     |
|       | DEL   | Enrique Borja        | 75' |
|       | DEL   | Juan Manuel Borbolla |     |
| D. T. | D. T. | José Antonio Roca    |     |

|  | DEL | Albino Morales | 31 · 70'' |
|  | DEL | Hugo Esquivel  | 70'       |

|  | DEL | Horacio López Salgado | 75' |

| Principal | Alfonso González Archundia |

|       | POR   | Roberto Silva      |     |
|       | DEF   | José Vantolrá      |     |
|       | DEF   | Carlos Zavala      |     |
|       | DEF   | Eduardo Ramos      |     |
|       | DEF   | Aurelio Hernández  |     |
|       | MED   | Luis Regueiro      |     |
|       | MED   | Jesús Romero Reyes |     |
|       | MED   | Moisés Figueroa    |     |
|       | DEL   | Sergio Silva       |     |
|       | DEL   | Vicente Pereda     |     |
|       | DEL   | José Antonio Pérez | 31' |
| D. T. | D. T. | Ignacio Trelles    |     |

|       | POR   | Prudencio Cortés     |     |
|       | DEF   | René Trujillo        |     |
|       | DEF   | Antonio Zamora       |     |
|       | DEF   | Guillermo Hernández  |     |
|       | DEF   | Mario Pérez          |     |
|       | MED   | Roberto Hodge        |     |
|       | MED   | Carlos Reinoso       |     |
|       | MED   | Toninho              |     |
|       | DEL   | Roberto Rodríguez    |     |
|       | DEL   | Enrique Borja        | 75' |
|       | DEL   | Juan Manuel Borbolla |     |
| D. T. | D. T. | José Antonio Roca    |     |

|  | DEL | Albino Morales | 31 · 70'' |
|  | DEL | Hugo Esquivel  | 70'       |

|  | DEL | Horacio López Salgado | 75' |

| Principal | Alfonso González Archundia |

### Vuelta
| 1 de agosto de 1971 | América                         | 2:0 (1:0) | Toluca | Estadio Azteca, Ciudad de México                                   |                                                                    |
|                     | Reinoso 13' · López Salgado 75' | Reporte   |        | Asistencia: 110 000 espectadores Árbitro(s): Abel Aguilar Elizalde | Asistencia: 110 000 espectadores Árbitro(s): Abel Aguilar Elizalde |

|       | POR   | Prudencio Cortés     |     |
|       | DEF   | René Trujillo        |     |
|       | DEF   | Antonio Zamora       |     |
|       | DEF   | Guillermo Hernández  |     |
|       | DEF   | Mario Pérez          |     |
|       | MED   | Roberto Hodge        |     |
|       | MED   | Carlos Reinoso       |     |
|       | MED   | Toninho              |     |
|       | DEL   | Roberto Rodríguez    |     |
|       | DEL   | Enrique Borja        | 46' |
|       | DEL   | Juan Manuel Borbolla |     |
| D. T. | D. T. | José Antonio Roca    |     |

|       | POR   | Roberto Silva      |     |
|       | DEF   | José Vantolrá      |     |
|       | DEF   | Carlos Zavala      |     |
|       | DEF   | Eduardo Ramos      |     |
|       | DEF   | Aurelio Hernández  |     |
|       | MED   | Luis Regueiro      |     |
|       | MED   | Jesús Romero Reyes | 46' |
|       | MED   | Moisés Figueroa    |     |
|       | DEL   | Albino Morales     |     |
|       | DEL   | Ricardo Montalbán  |     |
|       | DEL   | Vicente Pereda     |     |
| D. T. | D. T. | Ignacio Trelles    |     |

|  | DEL | Horacio López Salgado | 46' |

|  | MED | Julio Alas | 46' |

| 13' · 75' | Carlos Reinoso Horacio López Salgado | 1:0 2:0 |

| Principal | Abel Aguilar Elizalde |

|       | POR   | Prudencio Cortés     |     |
|       | DEF   | René Trujillo        |     |
|       | DEF   | Antonio Zamora       |     |
|       | DEF   | Guillermo Hernández  |     |
|       | DEF   | Mario Pérez          |     |
|       | MED   | Roberto Hodge        |     |
|       | MED   | Carlos Reinoso       |     |
|       | MED   | Toninho              |     |
|       | DEL   | Roberto Rodríguez    |     |
|       | DEL   | Enrique Borja        | 46' |
|       | DEL   | Juan Manuel Borbolla |     |
| D. T. | D. T. | José Antonio Roca    |     |

|       | POR   | Roberto Silva      |     |
|       | DEF   | José Vantolrá      |     |
|       | DEF   | Carlos Zavala      |     |
|       | DEF   | Eduardo Ramos      |     |
|       | DEF   | Aurelio Hernández  |     |
|       | MED   | Luis Regueiro      |     |
|       | MED   | Jesús Romero Reyes | 46' |
|       | MED   | Moisés Figueroa    |     |
|       | DEL   | Albino Morales     |     |
|       | DEL   | Ricardo Montalbán  |     |
|       | DEL   | Vicente Pereda     |     |
| D. T. | D. T. | Ignacio Trelles    |     |

|  | DEL | Horacio López Salgado | 46' |

|  | MED | Julio Alas | 46' |

| 13' · 75' | Carlos Reinoso Horacio López Salgado | 1:0 2:0 |

| Principal | Abel Aguilar Elizalde |

|       | POR   | Prudencio Cortés     |     |
|       | DEF   | René Trujillo        |     |
|       | DEF   | Antonio Zamora       |     |
|       | DEF   | Guillermo Hernández  |     |
|       | DEF   | Mario Pérez          |     |
|       | MED   | Roberto Hodge        |     |
|       | MED   | Carlos Reinoso       |     |
|       | MED   | Toninho              |     |
|       | DEL   | Roberto Rodríguez    |     |
|       | DEL   | Enrique Borja        | 46' |
|       | DEL   | Juan Manuel Borbolla |     |
| D. T. | D. T. | José Antonio Roca    |     |

|       | POR   | Roberto Silva      |     |
|       | DEF   | José Vantolrá      |     |
|       | DEF   | Carlos Zavala      |     |
|       | DEF   | Eduardo Ramos      |     |
|       | DEF   | Aurelio Hernández  |     |
|       | MED   | Luis Regueiro      |     |
|       | MED   | Jesús Romero Reyes | 46' |
|       | MED   | Moisés Figueroa    |     |
|       | DEL   | Albino Morales     |     |
|       | DEL   | Ricardo Montalbán  |     |
|       | DEL   | Vicente Pereda     |     |
| D. T. | D. T. | Ignacio Trelles    |     |

|  | DEL | Horacio López Salgado | 46' |

|  | MED | Julio Alas | 46' |

| 13' · 75' | Carlos Reinoso Horacio López Salgado | 1:0 2:0 |

| Principal | Abel Aguilar Elizalde |

|       | POR   | Prudencio Cortés     |     |
|       | DEF   | René Trujillo        |     |
|       | DEF   | Antonio Zamora       |     |
|       | DEF   | Guillermo Hernández  |     |
|       | DEF   | Mario Pérez          |     |
|       | MED   | Roberto Hodge        |     |
|       | MED   | Carlos Reinoso       |     |
|       | MED   | Toninho              |     |
|       | DEL   | Roberto Rodríguez    |     |
|       | DEL   | Enrique Borja        | 46' |
|       | DEL   | Juan Manuel Borbolla |     |
| D. T. | D. T. | José Antonio Roca    |     |

|       | POR   | Roberto Silva      |     |
|       | DEF   | José Vantolrá      |     |
|       | DEF   | Carlos Zavala      |     |
|       | DEF   | Eduardo Ramos      |     |
|       | DEF   | Aurelio Hernández  |     |
|       | MED   | Luis Regueiro      |     |
|       | MED   | Jesús Romero Reyes | 46' |
|       | MED   | Moisés Figueroa    |     |
|       | DEL   | Albino Morales     |     |
|       | DEL   | Ricardo Montalbán  |     |
|       | DEL   | Vicente Pereda     |     |
| D. T. | D. T. | Ignacio Trelles    |     |

|  | DEL | Horacio López Salgado | 46' |

|  | MED | Julio Alas | 46' |

| 13' · 75' | Carlos Reinoso Horacio López Salgado | 1:0 2:0 |

| Principal | Abel Aguilar Elizalde |

|                             |
| América Campeón 2.º título. |